# Marc Goua
Pour le footballeur ivoirien, voir Marc Goua (football).
Marc Goua, né le 3 mars 1940 au Plessis-Macé (Maine-et-Loire), est un homme politique français et ancien maire de Trélazé. 
Proche de La République en marche, il est un ancien membre du Parti socialiste. Il quitte la vie politique à la fin de l'année 2021 après le début de son jugement concernant sa gestion de sa commune (le tribunal décidera d'une relaxe) et la circulation d'une vidéo intime.

## Biographie
Marc Goua est d'abord militant associatif, puis président de la Fédération des Œuvres Laïques. 
En 1995, il est élu maire de Trélazé (Maine-et-Loire), fonction qu'il conservera jusqu'en 2022. En 1998, il est également élu conseiller général du canton d'Angers-Trélazé, et de 2001 à 2007 il préside le groupe socialiste, divers gauches, et Verts au sein de l'assemblée départementale. 
Le 17 juin 2007, il est élu député de la deuxième circonscription du Maine-et-Loire avec 52,2 % des voix, succédant ainsi à son rival Dominique Richard, député de 2002 à 2007.
Alors député, il perçoit des indemnités en sa qualité de membre de la commission de surveillance et de président du comité d’examen des comptes et des risques (CECR) de la Caisse des dépôts et consignations alors que l’article 4 de l’ordonnance n° 58-1210 du 13 décembre 1958 interdit leur cumul avec ses indemnités de député,.
Lors des élections municipales de mars 2008, la liste qu'il conduit obtient 77,24 % et il est réélu maire. En 2007, il est également vice-président de la Communauté d'agglomération d'Angers Loire Métropole.
À la suite de la victoire de Benoît Hamon à la primaire citoyenne de 2017, il annonce son ralliement à Emmanuel Macron. Touché par les règles de renouvellement mises en place par La République en marche et par la loi sur le non-cumul des mandats, il ne peut se présenter comme candidat titulaire aux élections législatives de 2017 et se présente comme candidat suppléant de Stella Dupont, qui passe elle-même de suppléante à titulaire.
À la suite du décès d'Henri Emmanuelli, il est désigné pour lui succéder à la présidence de la commission de surveillance de la Caisse des dépôts et consignations.
Le 1er novembre 2021, l'organisation identitaire angevine L'Alvarium diffuse une vidéo intime qu'il reconnaît avoir envoyée à une jeune femme. Il porte plainte pour « atteinte à la vie privée ».
La chambre régionale des comptes des Pays de la Loire publie un rapport sévère sur la gestion de sa commune, évoquant « des comptes insincères masquant la réalité très critique de la situation financière », et émettant des réserves sur la gestion des marchés publics de la commune et certaines subventions à des associations. Il est jugé le 3 décembre 2021 pour « atteinte à la liberté d’accès ou à l’égalité des candidats dans les marchés publics », et quitte la vie publique le lendemain. Il est relaxé par le tribunal correctionnel d’Angers le 21 janvier 2022.

## Détail des fonctions et des mandats
Mandats locaux
- 19 juin 1995 - 8 janvier 2022 : Maire de Trélazé
- 2007 - 2022 : Vice-président de la communauté d'agglomération d'Angers Loire Métropole
- 22 mars 1998 - 28 mars 2004 : Conseiller général du Canton d'Angers-Trélazé
- 29 mars 2001 - 3 juillet 2007 : Conseiller général du Canton d'Angers-Trélazé

Mandats parlementaires
- 20 juin 2007 - 20 juin 2017: Député de la 2e circonscription de Maine-et-Loire